# Öt emelet boldogság
Az Öt emelet boldogság (eredeti cím: 5 Flights Up) 2014-ben bemutatott amerikai filmvígjáték-dráma Richard Loncraine rendezésében. A forgatókönyvet Charlie Peters írta, Jill Ciment Heroic Measures című regényéből. A főbb szerepekben Morgan Freeman és Diane Keaton látható. 
2015. május 8-án mutatta be a Focus World. Magyarországon DVD-n jelent meg szinkronizálva. 

## Cselekmény
Alex és Ruth Carver idősödő házaspár, akik el akarnak költözni, mert lift nélkül túl nehézkes az életük egy ötemeletes házban. Alex festő, és az egyik szobát műteremként használja. Ruth nyugdíjas tanárnő. Évek óta élnek ott, a ház és a környék szinte összefonódott az életükkel. Unokahúguk, Lilly a brókerük, aki úgy véli, a lakás akár 1 millió dollárt is érhet.
A lakás eladásával egyidejűleg három másik cselekményszál is kibontakozik. Az egyik a Carverék öreg kutyájával, Dorothyval kapcsolatos probléma, akinek porckorong-szakadása van, a kérdés pedig az, hogy mennyi pénzt költsenek a megsegítésére. 
A másik egy folyamatban lévő történet, amely egy mozgásképtelenné vált tartálykocsi sofőrjéről, egy feltételezett terroristáról szól, aki a Carverék lakásához közeli hídon közlekedik. 
A harmadik szál, hogy Carverék új lakásokat nézegetnek.
Az állatorvos közli velük, hogy Dorothy porckorong-szakadását 10 ezer dollárba kerülő műtét hozhatja helyre. Alex először ellenzi, de később egyetért Ruth-tal, mert bármit megtennének Dorothy megmentéséért. A műtét után Dorothy még mindig nem tudja mozgatni a lábait. A film vége felé az állatorvos felügyelete alatt, Dorothy újra járni kezd.
A lakáscsere keresése során Ruth talál egy olyat, ami nagyon tetszik neki, és az ajánlatukat elfogadják. Az eladók ügynöke azonban még aznap este letéti csekket akar, különben újra licitálni kell. Amikor Alex, Ruth és Lilly megérkezik a lakásba, hogy megírják a foglalót, a tulajdonosok közlik velük, hogy ez nem elég. 
Közben a hírekben bejelentik, hogy a tartálykocsi sofőrjét elfogták. Alex megdöbben, hogy a sofőr „csak egy gyerek”.
Alexnek nem tetszik a tulajdonosok hozzáállása, és nem hajlandó megírni a foglaló csekket. Alex és Ruth elmennek. Távozásukkor Lilly megtudja, hogy Carverék már nem akarják eladni a lakásukat. Lilly szemrehányást tesz nekik és elmegy.
A film végén Alex felkíséri Dorothyt lakásukba. Látja, hogy egy fiatal pár költözik a házba, hasonlóan ahhoz, amikor ő és Ruth 40 évvel ezelőtt először költöztek ide.

## Szereplők
| Szerep          | Színész                        | Magyar hang           |
| --------------- | ------------------------------ | --------------------- |
| Alex Carver     | Morgan Freeman                 | Papp János            |
| Alex Carver     | Korey Jackson (fiatalon)       | Fehér Tibor           |
| Ruth Carver     | Diane Keaton                   | Kovács Nóra           |
| Ruth Carver     | Claire van der Boom (fiatalon) | Györfi Anna           |
| Miriam Carswell | Carrie Preston                 | Major Melinda         |
| laza hölgy      | Miriam Shor                    | Balogh Anikó          |
| Lilly           | Cynthia Nixon                  | Bertalan Ágnes        |
| Larry           | James Claude Bristow           |                       |
| a fiú anyja     | Joanna P. Adler                |                       |
| Blue Leggings   | Alysia Reiner                  |                       |
| Jackson         | Josh Pais                      | Gubányi György István |
| Zoe             | Sterling Jerins                | Kobela Kíra           |
| Dr. Kramer      | Maury Ginsberg                 |                       |
| "Eh" hölgy      | Jackie Hoffman                 |                       |

## A film készítése
2013. szeptember 25-én a forgatás még mindig zajlott. Freemannel és Keatonnal néhány jelenetet a brooklyni Myrtle Ave metróállomás közelében, szabadtéren forgattak. Szeptember 27-én és 28-án Freeman és Keaton a BluePearl Veterinary Partners állatgyógyászati szak- és sürgősségi kórházban forgatott egy jelenetet Manhattan belvárosában.

## Bemutató
Világpremierje a 2014-es Torontói Nemzetközi Filmfesztiválon volt, 2014. szeptember 5-én.

## Fordítás
- Ez a szócikk részben vagy egészben  a(z)   5 Flights Up című angol Wikipédia-szócikk fordításán alapul.  Az eredeti cikk szerkesztőit annak laptörténete sorolja fel. Ez a jelzés csupán a megfogalmazás eredetét és a szerzői jogokat jelzi, nem szolgál a cikkben szereplő információk forrásmegjelöléseként.